# Guillaume Robustelly
Guillaume Robustelly (appelé aussi Robustel ou Robostel), né à Rolduc entre 1718 et 1725, mort à Liège en 1793, est un facteur d'orgue d'origine allemande, actif à Liège. Élève et successeur de Jean-Baptiste le Picard, il fut l'un des plus importants représentants de l'école liégeoise à son époque.

## Œuvres

### Facture d'instruments

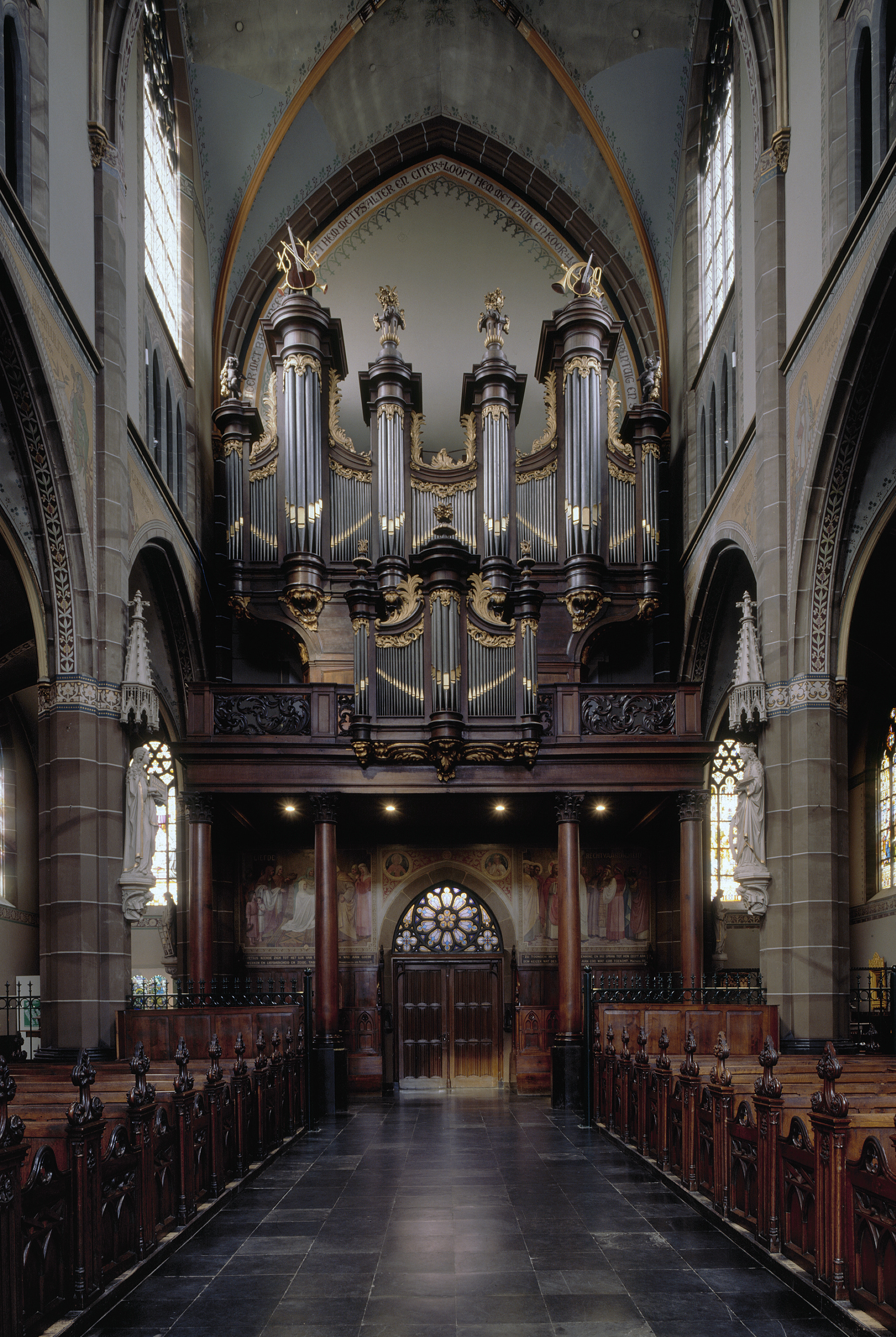
Orgue de l'église Saint-Lambert d'Helmond

- 1758 : église paroissiale de Stavelot
- 1758-1759 : abbaye de Parc-les-Dames à Rotselaar
- 1760-1761 : église Saint-Nicolas à Eupen[1] et église Saint-Jean-l'Évangéliste à Liège
- 1761-1763 : abbaye du Val-Saint-Lambert à Seraing (instrument réinstallé à l'église Saint-Quentin de Zonhoven en 1820)[2]
- 1768-1769 : couvent des Dominicains irlandais à Louvain
- 1769 : chapelle Saint-Roch en Volière à Liège (restauration 2010, Manufacture d'orgues THOMAS)
- 1769-1770 : église Notre-Dame à Herent
- 1770-1772 : abbaye d'Averbode (instrument réinstallé à l'église Saint-Lambert d'Helmond en 1822)[3]
- 1771 : couvent des Ermites de Saint-Augustin à Hasselt
- 1774-1775 : église Saint-Hilaire à Bierbeek (restauration 2009, Manufacture d'orgues THOMAS)
- 1775 : abbaye Saint-Gilles à Liège
- 1776-1778 : église des Récollets à Saint-Trond
- 1779 : église Saint-Pierre à Langdorp
- 1781 : église Saint-Servais à Liège
- 1783 : église Saint-Remacle-au-Pont à Liège
- 1785 : église Saint-Barthélemy (nl) à Eckelrade. Cet orgue fut probablement construit pour l'église du monastère de Hoogcruts et en 1803, il vint à 's-Gravenvoeren. En 1868, il vint à l'église Saint-Jean-Baptiste à Limmel pour être placé dans l'église d'Eckelrade en 1870. Il a été radicalement changé plusieurs fois pour être remis dans son état d'origine au XXIe siècle. En tant que tel, il a été remis en service en 2004.

### Travaux d'entretien et de restauration
- 1764-1772 : église Saint-Séverin à Liège
- 1765 : collégiale Saint-Denis à Liège
- 1767 : orgue Clerinx de l'église Sainte-Catherine à Liège
- 1768 : basilique Notre-Dame de Tongres
- 1768 et 1770 : abbaye de Saint-Trond
- 1775-1778 : cathédrale Notre-Dame-et-Saint-Lambert à Liège
- 1785 : abbaye de Beaurepart à Liège